# Kagenbach
Der Kagenbach, teils auch als Kagnbach bezeichnet, ist ein 14 km langer Bach im bayrischen Landkreis Mühldorf am Inn. Nach etwa nördlichem Lauf mündet er an der Nikolauskirche von Göppenham in der Gemeinde Rattenkirchen von rechts in die Isen.

## Geographie

### Verlauf
Der Kagenbach entsteht eben noch im Gebiet der Marktgemeinde Gars am Inn auf etwa 591 m ü. NHN etwa 300 Meter nördlich der Einöde Biburg im Wald neben der Straße nach Reichertsheim-Irling. Der dort nur unbeständig wasserführende Bach fließt zunächst nordwestwärts, wechselt nach wenigen hundert Metern aufs Gemeindegebiet von Reichertsheim. Dort wird er fast einen Kilometer lang von einem mehr oder weniger breiten Waldstreifen begleitet.
Ab der Einöde Grund am Ende des Waldes ist er für die nächsten etwa 400 Meter verdolt, ehe er etwa 250 Meter vor Sonnen in einer Wiese wieder offen und nun fast ohne Gehölz am Ufer läuft. An dieser Einöde hat er seinen längsten, nach Norden ziehenden Laufabschnitt erreicht, neben den ihn in der Flur nun dauerhaft eine Baumgalerie begleitet. Er beginnt nun, sich mehr und mehr zu schlängeln.
Zunächst durchquert er aber das Dorf Reichertsheim, danach laufen ihm bei Kagen der erste Zufluss von rechts und der linke Berghamer Bach von links zu. Unterhalb dieses Weilers rückt die Gemeindegrenze von Rattenkirchen rechtsseits nahe an den Lauf. Der steilere rechte Hang ist nunmehr meist bewaldet.
Der Kagenbach überquert an der linksseitigen Mündung des Riedbacher Bachs die Gemeindegrenze zu Obertaufkirchen, doch bleibt das Gebiet von Rattenkirchen östlich des Laufs recht nahe und streckt sogar zweimal eine Zunge in den linken Talgrund herüber. Die Einöden Linden und  Paunzenhofen, der Weiler Kirchkagen sowie die beiden Einöden Weiher und Aign von Obertaufkirchen – beim letzten mündet wiederum von Südwesten her der Annabrunner Bach zu – stehen dort am linken Unterhang, die beiden Rattenkirchener Einöden Murnau und Lanzmühl am rechten Ufer.
Nahe dem Weiler Deutenheim von Obertaufkirchen beginnt der Bach sich in starken Wiesenmäandern zu winden, er wendet sich nach Nordosten und tritt nun dauerhaft aufs Rattenkirchener Gebiet über. Unterhalb der folgenden Einöden Peißing und Kagn endet dieser stark geschlungene Abschnitt bald wieder, im Folgenden fließt der Bach lange begradigt und mit sehr lückenhafter Begleitgalerie am Ufer; ein linksseits beim Dorf Unterkagn zufließender, gehölzbegleiteter Auengraben zeigt noch einige Schlingen des Altlaufs.
Bei Unterkagn fließt der Bach aus seinem eigenen Tal in die breite Aue neben der Isen hinaus, er unterquert die Bahnstrecke München–Simbach und danach die im Isental laufende St 2084. 300 Meter weiter fließt der Kagenbach auf etwa 421 m ü. NHN zwischen dessen Nikolauskirche und dem Weiler Göppenham von rechts der Isen zu. Der Kagenbach mündet nach 13,7 km langem Lauf mit mittlerem Sohlgefälle von etwa 12 ‰ rund 170 Höhenmeter unterhalb seines Waldursprungs bei Biburg.

### Einzugsgebiet
Das Einzugsgebiet des Kagenbachs ist 24,9 km² groß und zählt naturräumlich zum Unterraum Isen-Sempt-Hügelland der Isar-Inn-Schotterplatten. Der höchste Punkt auf einer Waldkuppe im Wald wenig nordöstlich der Quelle erreicht 599 m ü. NHN. Es hat einen nicht geringen Waldanteil und bachabwärts zunehmenden Ackeranteil an der offenen Flur. Anteil daran haben die vier beim Verlauf genannten Gemeinden, derjenige der Marktgemeinde Gars am Inn ist nur gering.
Im Westen läuft der Ornaubach oder Ornauer Bach etwa parallel nordwärts und entwässert über die Goldach ein Stück oberhalb in die Isen. Dazwischen fließen im Nordwesten nur kurze Bäche zur Isen. Isenabwärts folgen weitere konkurrierende Bäche, der nächste nennenswerte Konkurrent im Nordosten ist der Weidenbacher Bach, dann der Hartinger Bach im Osten, schließlich im Südosten der Howaschgraben.
Der Reitengraben jenseits der südlichen Wasserscheide dagegen fließt direkt in den Inn, der später auch die Isen aufnimmt.

### Zuflüsse
Von der Quelle zur Mündung. Auswahl.
- (Zufluss), von rechts und Südosten auf etwa 498 m ü. NHN bei Reichertsheim-Kagen
- Berghamer Bach, von links und Westen auf etwa 494 m ü. NHN bei Kagen
- Riedbacher Bach, von links und Südwesten auf etwa 475 m ü. NHN bei Obertaufenkirchen-Linden
- Annabrunner Bach, am Oberlauf Schwarzenbach, von links und Südwesten auf etwa 444 m ü. NHN bei Obertaufenkirchen-Aign
- (Altlaufrest), von links und Südwesten auf etwa 425 m ü. NHN bei Rattenkirchen-Unterkagn

### BayernAtlas („BA“)
Amtliche Online-Gewässerkarte mit passendem Ausschnitt und den hier benutzten Layern: Lauf und Einzugsgebiet des Kagenbachs

Allgemeiner Einstieg ohne Voreinstellungen und Layer: BayernAtlas der Bayerischen Staatsregierung (Hinweise)
1. 1 2  Höhe abgefragt auf dem Hintergrundlayer Topographische (Rechtsklick).
2. ↑  Höhe nach schwarzer Beschriftung auf dem Hintergrundlayer Topographische Karte.

### Gewässerverzeichnis Bayern („GV“)
1. ↑  Länge nach: Verzeichnis der Bach- und Flussgebiete in Bayern – Flussgebiet Inn, Seite 40 des Bayerischen Landesamtes für Umwelt, Stand 2016 (PDF; 2,8 MB) (Seitenzahl kann sich ändern.)
2. ↑  Einzugsgebiet nach: Verzeichnis der Bach- und Flussgebiete in Bayern – Flussgebiet Inn, Seite 40 des Bayerischen Landesamtes für Umwelt, Stand 2016 (PDF; 2,8 MB) (Seitenzahl kann sich ändern.)

### Sonstige
1. ↑  Günther Michler: Geographische Landesaufnahme: Die naturräumlichen Einheiten auf Blatt 181 München. Bundesanstalt für Landeskunde, Bad Godesberg 1994. → Online-Karte (PDF; 4,4 MB)
2. ↑  Peter Weichhart: Geographische Landesaufnahme: Die naturräumlichen Einheiten auf Blatt 182/183 Burghausen. Bundesanstalt für Landeskunde, Bad Godesberg 1979. → Online-Karte (PDF; 6,1 MB)